# Salvatore Agnelli
Pour les articles homonymes, voir Agnelli.
Salvatore Agnelli (né en 1817 à Palerme, alors dans le royaume des Deux-Siciles et mort à Paris le 7 juillet 1873) est un compositeur italien de musique classique du XIXe siècle, connu notamment pour ses opéras.

## Biographie
Salvatore Agnelli suit une formation au collège de musique de sa ville natale et rejoint Naples en 1830 où il se perfectionne au Conservatorio di San Pietro a Majella et suit l'enseignement de Giovanni Furno, Gaetano Donizetti et Nicola Zingarelli.

## Œuvres
Auteur de nombreux opéras créés à Palerme et Naples, il crée également des ballets, de la musique sacrée. Ses œuvres les plus connues sont I due pedanti, une comédie bouffe sur un texte de Andrea Passaro créée au teatro del Fondo à Naples en 1837, La jacquerie représentée à Marseille en 1849 et Léonore de Médicis datant de 1855.

## Œuvres principales
- Cromwell (?)
- I due pedanti (1837)
- Una notte di carnevale (?)
- I due gemelli (?)
- I due forzati ovvero, Giovanni Vallese (?)
- La Jacquerie (1849)
- Les Deux Avares (?)
- L'Apothéose de Napoleon ler (?)
- Cantata di Santa Rosalia (?)
- Léonore de Médicis, Grand-Théâtre de Marseille, 23 mai 1855[4],[5]